# Apocreadium balistis
Apocreadium balistis är en plattmaskart. Apocreadium balistis ingår i släktet Apocreadium och familjen Homalometridae. Inga underarter finns listade i Catalogue of Life.